# 国际公寓 (纽约)
国际公寓（纽约）（International House，另译“国际学舍”、“国际学生公寓”），简称I-House，是一家独立的、非营利的居住公寓（及项目中心），面向科研、训练及实习中的学生和学者。这里的学生们求学于纽约市的各个大学和学院，包括哥伦比亚大学、朱利亚德学院、演员工作室戏剧学院、纽约大学、曼哈顿音乐学院、纽约协和神学院、哥伦比亚大学教育学院、纽约市立大学等。
为来自100多个国家的700多名学生（其中大约三分之一来自美国）提供住宿的国际公寓，目前位于晨边高地河滨大道500号，毗邻纽约格兰特将军国家纪念堂。在国际公寓最初的入口处，题写着小约翰·戴维森·洛克菲勒的箴言：“情谊永存”。这个入口正对着的是樱花公园。
河滨大道500号的这栋建筑，是由建筑师路易斯·E·杰拉德和马克·艾德利茲和儿子们设计的，建造于1924年，在1999年以“International House”列入美国国家史迹名录。

## 历史

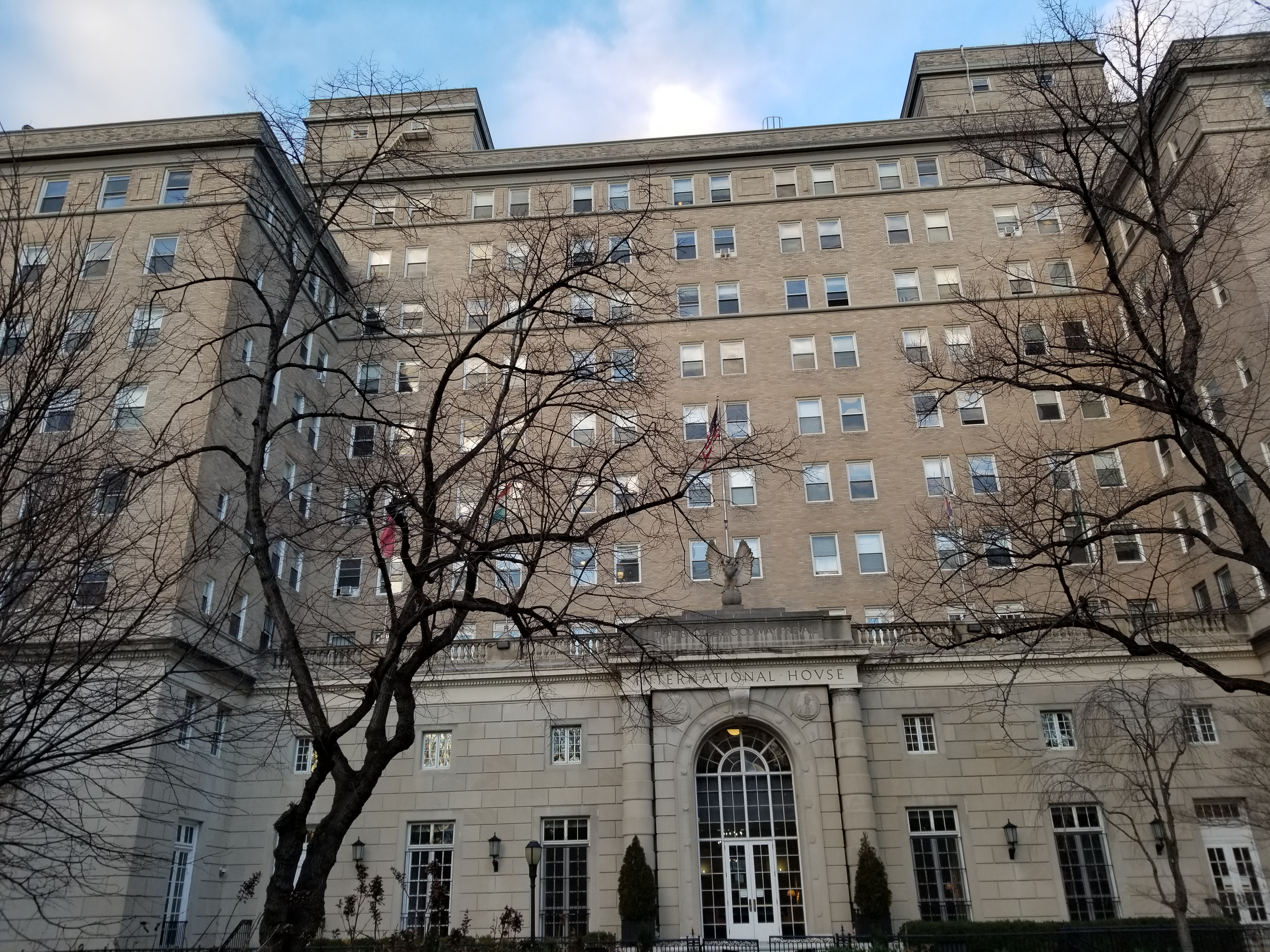
面向樱花公园的一侧

创建国际公寓的最初动机，始于当时身为基督教青年会官员的哈利·艾得蒙斯，于1909年在哥伦比亚大学中遇到了一位孤独的中国研究生，这之后他开始努力寻找这所公寓的资金，为了给来自不同国家的学生们提供容身之所。1924年，国际公寓终于在小约翰·戴维森·洛克菲勒的资助下诞生。（小约翰·洛克菲勒后来在芝加哥大学和加州大学伯克利分校同克利夫兰·H·道奇家族一起资助了两所同样的公寓。）洛克菲勒家族的其他成员也加入董事会，包括艾比·奥德利奇·洛克菲勒、约翰·戴维森·洛克菲勒三世、戴维·洛克菲勒和佩吉·洛克菲勒、小戴维·洛克菲勒和艾比·奥尼尔。
这所国际公寓是许多在“海岸至海岸”运动中为了给寻求更高教育的国际学生们提供安身之地的国际性公寓的先例之一。第一所国际公寓是国际公寓（费城）。其它还有国际公寓的城市包括：艾伯塔、奥克兰市、达尔文、伯克利、芝加哥、伦敦、圣迭戈、华盛顿哥伦比亚特区、墨尔本、布里斯班、悉尼、巴黎、卧龙岗市。
现任董事会主席是弗兰克·威斯纳。前任董事会主席包括前美联储主席保罗·沃尔克。董事会执行委员会主席威廉·D·吕克特是道奇家族的成员，该家族曾为国际公寓和哥伦比亚大学教育学院慷慨捐赠。
国际公寓的现任總裁是Calvin Sims。